# Desmeocraera interpellatrix
Desmeocraera interpellatrix är en fjärilsart som beskrevs av Hans Daniel Johan Wallengren 1860. Desmeocraera interpellatrix ingår i släktet Desmeocraera och familjen tandspinnare. Inga underarter finns listade i Catalogue of Life.